# 무역특화지수
무역특화지수(貿易特化指數, Trade Specialization Index)는 한 상품의 총수출액과 총수입액, 그리고 전체 무역액을 이용해 상품의 비교우위를 나타내는 지표로서 그 공식은 다음과 같다.
무역특화지수 = (상품의 총수출액 - 총수입액)÷(총수출액 + 총수입액) 이 지수가 0인 경우 비교우위는 중간정도이며 1이면 완전 수출특화상태를 말한다. 수입은 전혀 하지 않고 수출만 한다는 뜻이다. 또 -1이면 완전 수입특화 상태이다. 수출물량이 전혀 없을 뿐만 아니라 수입만 한다는 뜻이다.
이 지수는 국제경쟁력 지수로 사용되기도 한다. 이럴 경우 0 이상 1 이하이면 그 제품이나 산업이 무역흑자를 기록해 국제경쟁력이 강한 것을 뜻하고 -1에 가까울수록 국제시장에서 경쟁력이 약하거나 수출을 하지 못하는 것으로 볼 수 있다.